# Rio Tinto (Honduras)
Tinto é um rio localizado no território de Honduras, na América Central.